# Языки тор-кверба
Языки тор-кверба — независимая семья папуасских языков, предложенная в 2005 году Малькольмом Россом. Все языки были частью трансновогвинейского плана Стивена Вурма в 1975 году, который не признавал эту семью как одно целое, сохраняя семью кверба и не включил в семью дани-кверба, план которой был предложен Капеллом в 1962 году.[стиль]

## Классификация
Языковые семьи тор и кверба чётко утверждены. При классификации в эту языковую семью были включены два родственных изолята, а также два языка с более сомнительным родством.
Семья тор-кверба
- Великие кверба:
  - Семья исирава: исирава
  - Семья кверба:
    - Ядерные кверба: багуса, каувера, кверба (сасава), кверба-мамберамо, тримурис
    - Западное побережье: аироран, самарокена

  - Семья мавес: мавес
- Орья-тор:
  - Семья орья: орья
  - Семья саусе: саусе
  - Семья тор: бенераф, берик, бетаф, варес, витоу, дабе, джофотек-бромнья, динеор (маремги), итик, квестен, квинсу, кеиджар, мандер

Ашер также считает, что языкам тор-квеба родственны язык мавес и нимборанская семья (нимборан, млап, греси и другие). Полученную семью он называет фоджа (по горам Фоджа).